# Gabino Anzoátegui
Gabino Anzoátegui fue un marino argentino que desempeñó importantes funciones en la estructura naval de su país durante la guerra de independencia, llegando a ocupar la Comandancia de Marina y en varias oportunidades la Capitanía del puerto de Buenos Aires.

## Biografía
José Gabino Anzoátegui Figueroa nació el 24 de octubre de 1779 en la ciudad de Buenos Aires, Virreinato del Río de la Plata (Imperio Español), hijo de Bernardo Anzoategui Ascasíbar, natural de Guipúzcoa, España, y de la porteña Mariana Figueroa González.
En 1813 ingresó como ayudante de la Capitanía del Puerto de Buenos Aires siendo nombrado pocos meses después intendente de la Ayudantía con el grado de alférez interino.
En 1814 pasó a revistar en el Ejército del Norte como teniente ayudante de guarnición en la provincia de Tucumán. En 1815 regresó a su ciudad natal y fue reincorporado al servicio en la marina de las Provincias Unidas del Río de la Plata. El 1 de enero de 1816, con el grado de Capitán del Ejército al Servicio de la Marina, fue nombrado capitán del Puerto de Buenos Aires en reemplazo del coronel Matías de Irigoyen. El 20 de marzo de 1816 fue confirmado en el grado y arma. Durante su breve gestión adoptó medidas tendientes a la represión del contrabando, asignando a quienes lo evitaran las dos terceras partes del valor de la carga. El 9 de abril fue reemplazado por el teniente coronel Francisco Matheu.
El 1 de septiembre, separada la Capitanía de Puerto de la Comandancia de Marina del Estado, Anzoátegui fue puesto nuevamente al frente de la primera hasta finalizar 1817, siendo reemplazado el 1 de enero de 1818 por el teniente Agustín Erézcano.
El 4 de junio fue restituido a su cargo y el 4 de enero de 1819 fue promovido a capitán de marina. El 2 de marzo de 1820 fue reemplazado por el sargento mayor Matías Aldao, pocos días antes de la reunificación con la Comandancia (12 de marzo).
Ascendido a sargento mayor, entre fines de febrero y mayo de 1821	estuvo al frente de la capitanía y de la Comandancia de Marina. A partir del 23 de mayo siguió como capitán interino del Puerto hasta el 12 de diciembre de ese año, en que quedó como segundo del teniente coronel Juan Bautista Azopardo.
Al ser comisionado Azopardo el 8 de enero de 1822 asumió nuevamente la capitanía que ejerció hasta el 17 de ese mes y año.
Pasado a retiro en la reforma militar de 1822, falleció el 19 de febrero de 1828 en San Isidro (Buenos Aires), Argentina.
Había casado el 26 de julio de 1801 en Baradero (actual provincia de Buenos Aires) con Francisca de San Martín y Cañas, con quien tuvo al menos una hija, Adeodata Anzoategui San Martín.
Tuvo numerosos hermanos, algunos de los cuales destacaron al servicio de su patria: Braulio (-†1830), Francisco (1770-?), Teresa (1771-†1772), Tadea (1772-?), José Antonio (1774-?), el teniente coronel de artillería Bernardo Joaquín (1775-†1846), Juan José (1778-?), el sargento mayor de marina Laureano (1782-†1847), Ramona Josefa (1783-?), Manuela (1791-?), el sargento mayor del ejército Dámaso (1777-?), Juan Bernabé (1792-?) y María Nicolasa Anzoátegui Figueroa.